# Košarkaška reprezentacija SAD-a
Košarkaška reprezentacija Sjedinjenih Američkih Država poznatija kao muška košarkaška reprezentacija Sjedinjenih Američkih Država, predstavlja Sjedinjene Američke Države u međunarodnoj muškoj košarci. Košarkaška reprezentacija Sjedinjenih Američkih Država je najuspješnija reprezentacija u međunarodnom natjecanju, osvojivši medalje u svih devetnaest olimpijskih natjecanja od čega je petnaest zlatnih. Dvije momčadi koje su osvojile zlato primljene su u Košarkašku Kuću slavnih. To su momčad iz 1960. godine koja ima šest članova u Kući slavnih (četiri igrača i dva trenera), te "Dream Team" momčad iz 1992. godine koja ima četrnaest članova u Kući slavnih (jedanaest igrača i tri trenera). Sjedinjene Države su trenutno na prvom mjestu FIBA-ine ljestvice.
Reprezentacija se natjecala s amaterskim igračima sve do 1989. godine kada je FIBA dozvolila Sjedinjenim Američkim Državama da popune momčad s profesionalnim igračima. Prva takva momčad poznata kao "Dream Team", osvojila je zlatnu medalju 1992. godine na Olimpijskim igrama u Barceloni, igrajući u finalu protiv Hrvatske. Uvođenjem profesionalnih igrača, reprezentacija je bila spremna na dominaciju nakon 1988. godine kada je osvojila samo broncu. Momčad profesionalnih igrača se natjecala na Svjetskom prvenstvu u košarci 1994. godine, završivši na prvom mjestu. Na Olimpijskim igrama, godina 1996., 2000. i 2008. su osvojili zlatne medalje. Međutim, američka dominacija je tih godina bila smanjena. Na Svjetskom prvenstvu 2002. godine nisu uspjeli osvojiti medalju, već su završili kao šesti. Na Olimpijadi 2004. godine u Ateni izgubili su tri utakmice na putu do brončane medalje, rekord koji zastupa više izgubljenih utakmica od svih prethodnih Olimpijada zajedno.
Odlučni stati na kraj pogreškama, košarkaški savez je pokrenuo dugotrajni projekt čiji je cilj stvaranje boljih, više kohezivnih momčadi. Sjedinjene Američke Države su na Svjetskom prvenstvu 2006. godine u Japanu pobijedile prvih sedam utakmica prije nego što su u polufinalu izgubili od Grčke, te su natjecanje završili s brončanom medaljom. U sljedeća dva nastupa osvojili su zlato. Godine 2008. na Olimpijadi u Pekingu pobijedili su s dominantnim nastupom. Ovaj uspjeh ih je pratio i na Svjetskom prvenstvu u Turskoj 2010. godine kada nisu igrali s igračima s olimpijade. Nisu izgubili ni jednu utakmicu, te su u finalu pobijedili Tursku.

## Treneri
| Trener           | Godina               | Pob. | Izg. | Rezultat |
| ---------------- | -------------------- | ---- | ---- | -------- |
| Jimmy Needles    | Berlin 1936.         | 5    | 0    |          |
| Omar Browning    | London 1948.         | 8    | 0    |          |
| Warren Womble    | Helsinki 1952.       | 8    | 0    |          |
| Nigel Gall       | Melbourne 1956.      | 8    | 0    |          |
| Pete Newell      | Rim 1960.            | 8    | 0    |          |
| Henry Iba        | Tokio 1964.          | 9    | 0    |          |
| Henry Iba        | Ciudad Mexico 1968.  | 9    | 0    |          |
| Henry Iba        | München 1972.        | 8    | 1    |          |
| Dean Smith       | Montreal 1976.       | 7    | 0    |          |
| Bob Knight       | Los Angeles 1984.    | 8    | 0    |          |
| John Thompson    | Seul 1988.           | 7    | 1    |          |
| Chuck Daly       | Barcelona 1992.      | 8    | 0    |          |
| Lenny Wilkens    | Atlanta 1996.        | 8    | 0    |          |
| Rudy Tomjanovich | Sydney 2000.         | 8    | 0    |          |
| Larry Brown      | Atena 2004.          | 5    | 3    |          |
| Mike Krzyzewski  | Peking 2008.         | 8    | 0    |          |
| Mike Krzyzewski  | London 2012.         | 8    | 0    |          |
| Mike Krzyzewski  | Rio de Janeiro 2016. | 8    | 0    |          |
| Gregg Popovich   | Tokio 2020.          | 5    | 1    |          |
| Steve Kerr       | Pariz 2024.          | 6    | 0    |          |

| Trener             | Godina                            | Pob. | Izg. | Rezultat |
| ------------------ | --------------------------------- | ---- | ---- | -------- |
| Gordon Carpenter   | Argentina 1950.                   | 5    | 1    |          |
| Warren Womble      | Brazil 1954.                      | 9    | 0    |          |
| Charles Bennett    | Čile 1959.                        | 7    | 2    |          |
| Garland Pinholster | Brazil 1963.                      | 6    | 3    | 4.       |
| Hal Fischer        | Urugvaj 1967.                     | 7    | 2    | 4.       |
| Hal Fischer        | Jugoslavija 1970.                 | 6    | 3    | 5.       |
| Gene Bartow        | Portoriko 1974.                   | 6    | 4    |          |
| Bill Oates         | Filipini 1978.                    | 9    | 1    | 5.       |
| Bob Weltlich       | Kolumbija 1982.                   | 7    | 2    |          |
| Lute Olson         | Španjolska 1986.                  | 9    | 1    |          |
| Mike Krzyzewski    | Argentina 1990.                   | 6    | 2    |          |
| Don Nelson         | Kanada 1994.                      | 8    | 0    |          |
| Rudy Tomjanovich   | Grčka 1998.                       | 7    | 2    |          |
| George Karl        | SAD 2002.                         | 6    | 3    | 6.       |
| Mike Krzyzewski    | Japan 2006.                       | 8    | 1    |          |
| Mike Krzyzewski    | Turska 2010.                      | 9    | 0    |          |
| Mike Krzyzewski    | Španjolska 2014.                  | 9    | 0    |          |
| Mike Krzyzewski    | Kina 2019.                        | 6    | 2    | 7.       |
| Gregg Popovich     | Filipini, Japan, Indonezija 2023. | 5    | 3    | 4.       |

### Panameričke igre
- 1951.:  zlato
- 1955.:  zlato
- 1959.:  zlato
- 1963.:  zlato
- 1967.:  zlato
- 1971.: 7. mjesto
- 1975.:  zlato
- 1979.:  zlato
- 1983.:  zlato
- 1987.:  srebro
- 1991.:  bronca
- 1995.:  srebro
- 1999.:  srebro
- 2003.: 4. mjesto
- 2007.: 5. mjesto
- 2011.:  bronca

### Američka prvenstva
- 1989.:  srebro
- 1992.:  zlato
- 1993.:  zlato
- 1997.:  zlato
- 1999.:  zlato
- 2001.: 10. mjesto
- 2003.:  zlato
- 2005.: 4. mjesto
- 2007.:  zlato

## Unutarnje poveznice
- Ženska košarkaška reprezentacija SAD-a

## Vanjske poveznice
- Službena stranica  Arhivirana inačica izvorne stranice od 28. lipnja 2013. (Wayback Machine)